# Andreas-Hofer-Lied
Andreas-Hofer-Lied, in italiano Canto di Andreas Hofer, è l'inno ufficiale del Land Tirolo.

## Storia
Il testo narra gli ultimi attimi di vita del patriota tirolese Andreas Hofer prima della sua esecuzione. Il brano è anche noto come Zu Mantua in Banden, ovvero A Mantova in catene.
L'inno fu scritto da Julius Mosen nel 1831, fu successivamente musicato da Leopold Knebelsberger nel 1844. Dal 1948 è l'inno ufficiale del Land Tirolo; con la legge 3/2005 del 14 gennaio 2005 è stato riconfermato tale.
Una versione in italiano fu  realizzata da Lorenzo Felicetti (1864-1925), prete di Predazzo, scritta a fine Ottocento.

## Il testo
Der treue Hofer war,

In Mantua zum Tode

Führt ihn der Feinde Schar.

Es blutete der Brüder Herz,

Ganz Deutschland, ach, in Schmach und Schmerz.

Mit ihm das Land Tirol,

Mit ihm das Land Tirol.

2. Die Hände auf dem Rücken

Der Sandwirt Hofer ging,

Mit ruhig festen Schritten,

Ihm schien der Tod gering.

Den Tod, den er so manchesmal,

Vom Iselberg geschickt ins Tal,

Im heil'gen Land Tirol,

Im heil'gen Land Tirol.

3. Doch als aus Kerkergittern

Im Festen Mantua

Die treuen Waffenbrüder

Die Händ' er strecken sah,

Da rief er laut: "Gott sei mit euch,

Mit dem verrat'nen deutschen Reich,

Und mit dem Land Tirol,

Und mit dem Land Tirol."

4. Dem Tambour will der Wirbel

Nicht unterm Schlegel vor,

Als nun der Sandwirt Hofer

Schritt durch das finst're Tor,

Der Sandwirt, noch in Banden frei,

Dort stand er fest auf der Bastei.

Der Mann vom Land Tirol,

Der Mann vom Land Tirol.

5. Dort soll er niederknie'n,

Er sprach: "Das tu ich nit!

Will sterben, wie ich stehe,

Will sterben, wie ich stritt!

So wie ich steh' auf dieser Schanz',

Es leb' mein guter Kaiser Franz,

Mit ihm sein Land Tirol!

Mit ihm sein Land Tirol!"

6. Und von der Hand die Binde

Nimmt ihm der Korporal;

Und Sandwirt Hofer betet

Allhier zum letzten Mal;

Dann ruft er: "Nun, so trefft mich recht!

Gebt Feuer! Ach, wie schießt ihr schlecht!

Ade, mein Land Tirol!

Ade, mein Land Tirol!"»
L'Hofer fedele sta,

Schiera nemica viene

A morte il condurrà.

Il duol suoi Fidi piange,

Piange tutta Germania,

Con essa il suo Tirol!

Con essa il suo Tirol!

2. Con man legate ei forte,

Tranquillo se ne va

L'ormai vicina morte,

Amara non gli sa.

La morte onde sovente,

Percosse il prepotente,

Nel sacro suo Tirol!

Nel sacro suo Tirol!

3. Quando dalle prigioni

di Mantova fatal

Vidi i commilitoni

A lui fare signal,

Gridò: "Sia vosco Iddio,

col gramo Impero mio!

Col fido mio Tirol!

Col fido mio Tirol!"

4. Stenta fin del tamburo

Il ruolo a risuonar,

Quando sul triste muro

Il condannato appar'.

Andrea, anche presso a morte,

Sta ritto, fiero, forte.

Il capo del Tirol!

Il capo del Tirol!

5. Da esser fucilato,

Dovrebbe inginocchiar,

"Giammai non ho tremmato,

Nemmen qui vo' tremmar!

In piedo vo' morire,

Viva Francesco il Sire

Con esso il suo Tirol!

Con esso il suo Tirol!"

6. La benda ei gitta via

ed alza gli occhi al ciel,

Mormora prece pia

Il servo ognor fedel.

Poi grida: "Orsù, sparate,

Oh come mal tirate!

Addio mio bel Tirol!

Addio mio bel Tirol!.»
(Julius Mosen, Das Andreas-Hofer-Lied)